# متحف الطيران والفضاء (باريس)

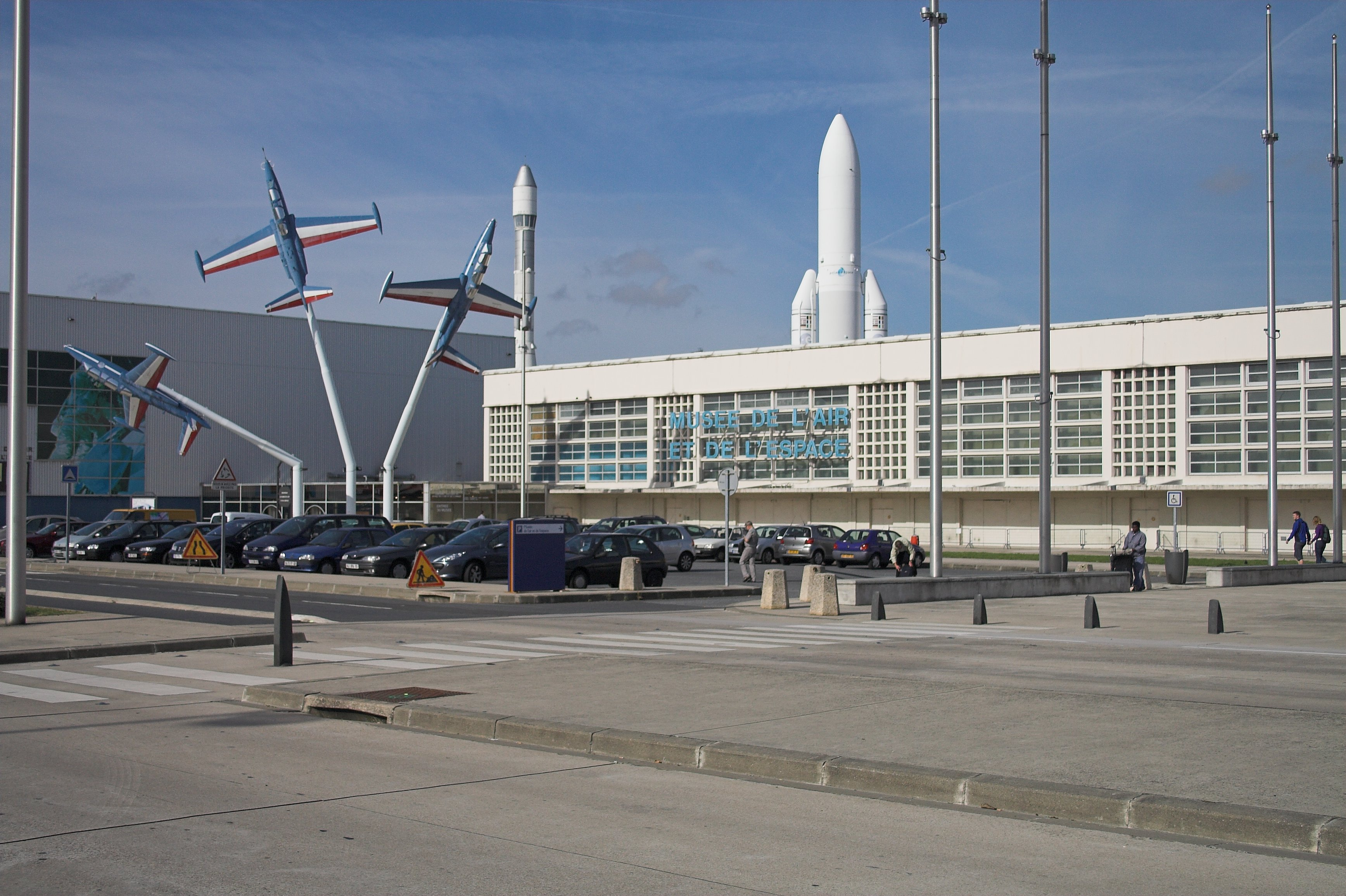
مدخل متحف الطيران والفضاء.

متحف الطيران والفضاء (بالفرنسية: Musée de l'Air et de l'Espace) في لو بورجيه هو أكبر متحف مكرس للطيران والفضاء بفرنسا. يعتبر أقدم متحف للطيران في العالم, و واحداً من أكبرها.
تأسس المتحف سنة 1919 وذلك بطلب من مهندس الطيران الفرنسي ألبير كاكوه (1881-1976).

## وصلات خارجية
- موقع متحف الطيران والفضاء (بالفرنسية)